# Wissadula periplocifolia
Wissadula periplocifolia là một loài thực vật có hoa trong họ Cẩm quỳ. Loài này được (L.) Thwaites miêu tả khoa học đầu tiên năm 1858.